# Franziska Franzen
Franziska Franzen (Nidrum, 27 augustus 1953) is een Belgisch politica van Ecolo en een voormalig parlementslid van de Duitstalige Gemeenschap.

## Levensloop
Franziska Franzen werd beroepshalve gezins- en opvoedingsbegeleider. Van 1999 tot 2004 was ze tevens kabinetschef en adviseuse van toenmalig Duitstalig Gemeenschapsminister Hans Niessen en van 2004 tot 2010 was ze regionaal secretaris van de Duitstalige Ecolo-afdeling.
In 1998 trad ze toe tot Ecolo en was voor deze partij van 2009 tot 2017 lid van het Parlement van de Franse Gemeenschap. Van 2009 tot 2014 was ze er fractievoorzitster voor haar partij.